# Borgåbanan

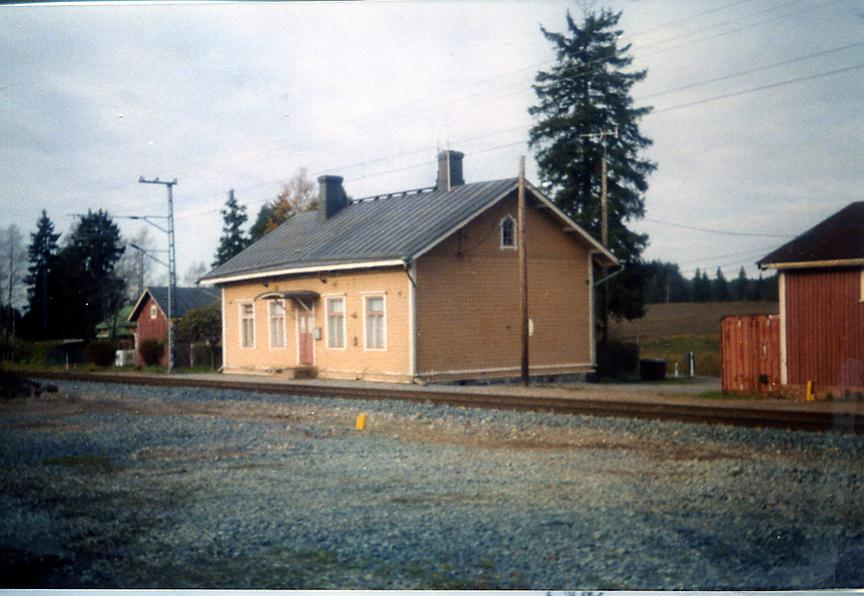
Stationshuset i Nickby

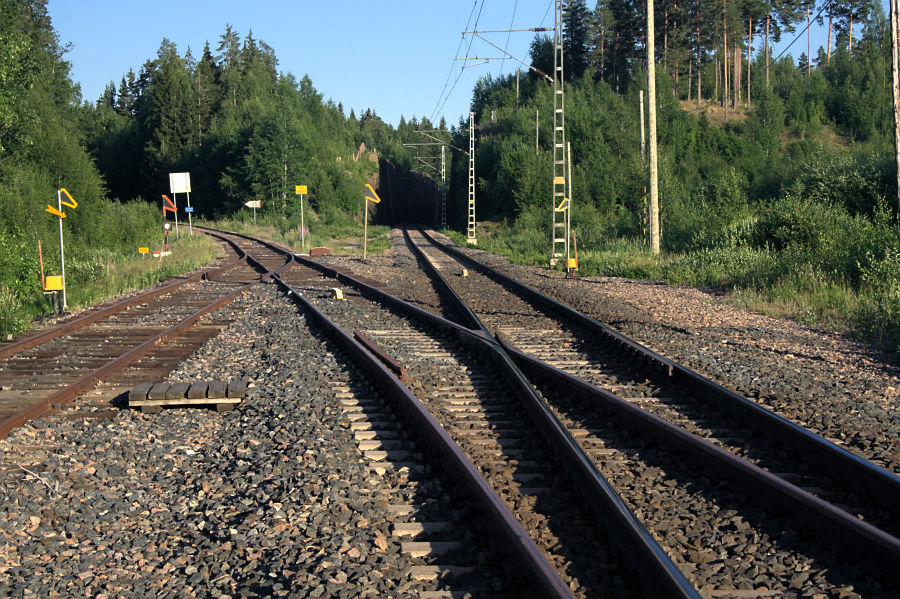
Borgåbanans hopkoppling med Sköldviksbanan i Olli

Borgåbanan är en tidigare järnväg i Finland mellan Kervo och Borgå, numera museijärnväg mellan Olli och Borgå centrum. Museijärnvägen är 17,2 kilometer lång, enkelspårig och oelektrifierad. På banan körs museitrafik framför allt av föreningen Borgå museijärnväg med rälsbusståg.

## Historik
Borgåbanan öppnades 1874 som en privatbana på 33 km mellan Kervo och Borgå. Efter konkurs 1878 sköttes trafikeringen av konkursboet under ytterligare nio år. Borgå Järnvägsaktiebolag grundades av privatpersoner som köpte banan på auktionen 1887. En förlängning av banan från Borgå mot Lahtis planerades på 1870-talet och på 1890-talet. Planerna realiserades aldrig, utan istället öppnades den smalspåriga Lovisabanan för export av trävaror från trakterna kring Päijänne. 
Staten köpte banan år 1917, varefter den blev en del av Statsjärnvägarnas järnvägsnät. År 1971 öppnades en gren för godstrafik från Olli till industriområdet och oljehamnen i Sköldvik. Den nya Sköldviksbanan, som inkluderade Borgåbanans sträcka Kervo-Olli, elektrifierades i hela sin sträckning mellan Kervo och Sköldvik..
Den reguljära persontrafiken på Borgåbanan upphörde 1981 och godstrafiken lades ned 1990. Banans spår från Borgå station till Borgå centrum revs 2006.

## Bildgalleri

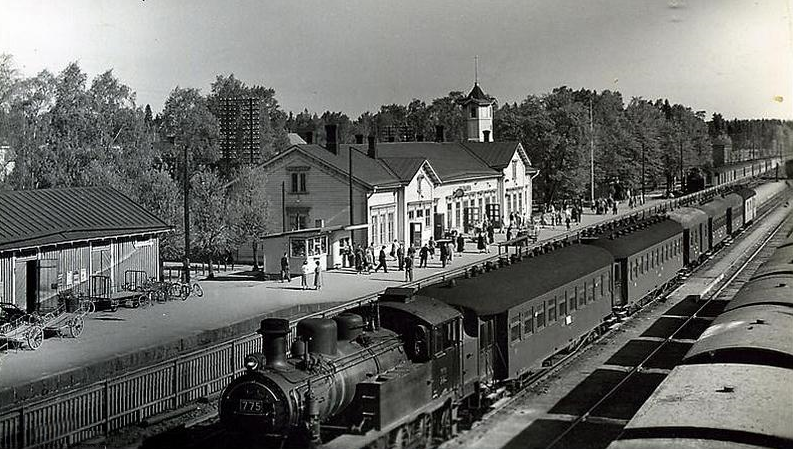
Kervo järnvägsstation på 1950-talet
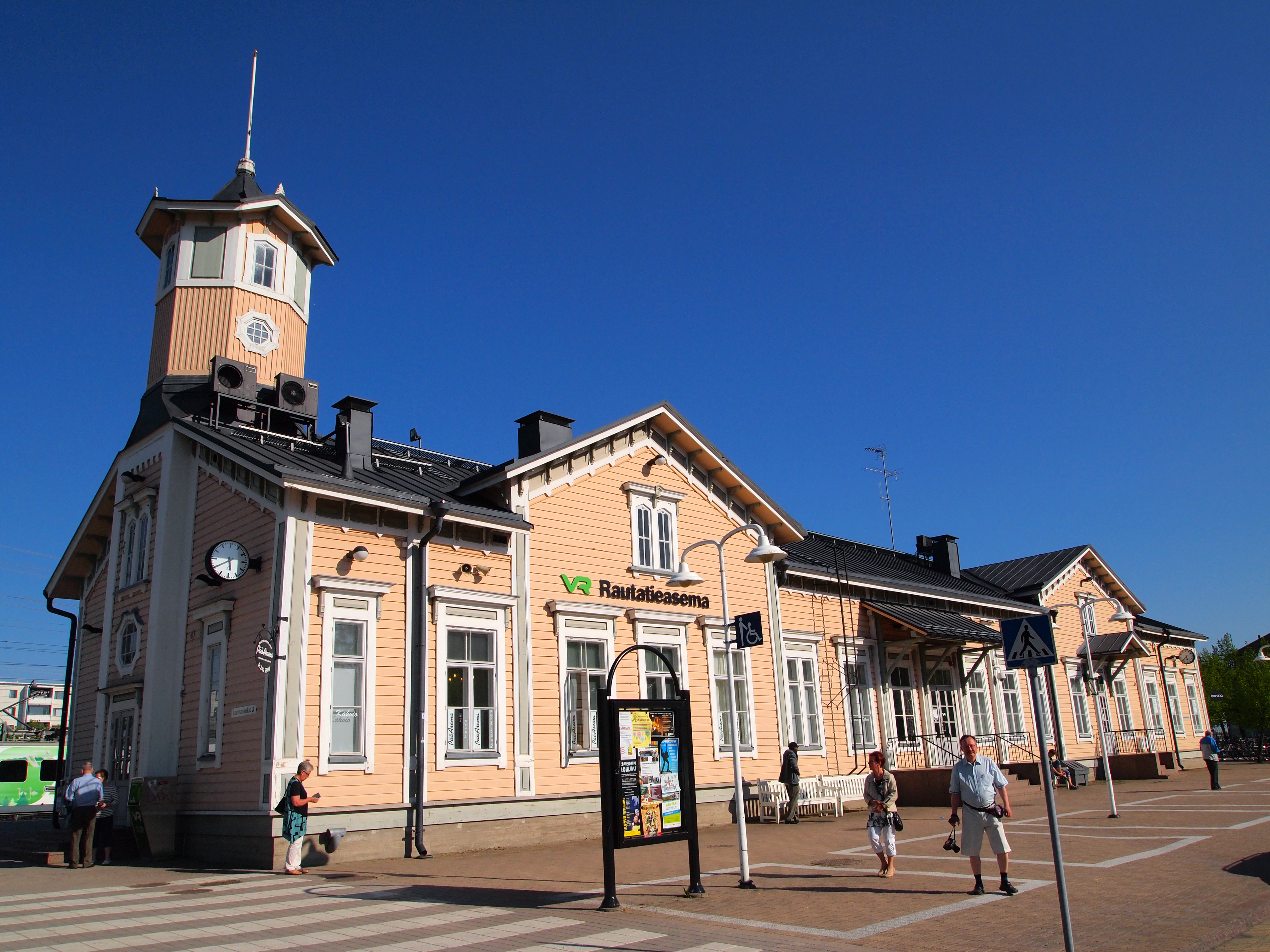
Kervo järnvägsstation
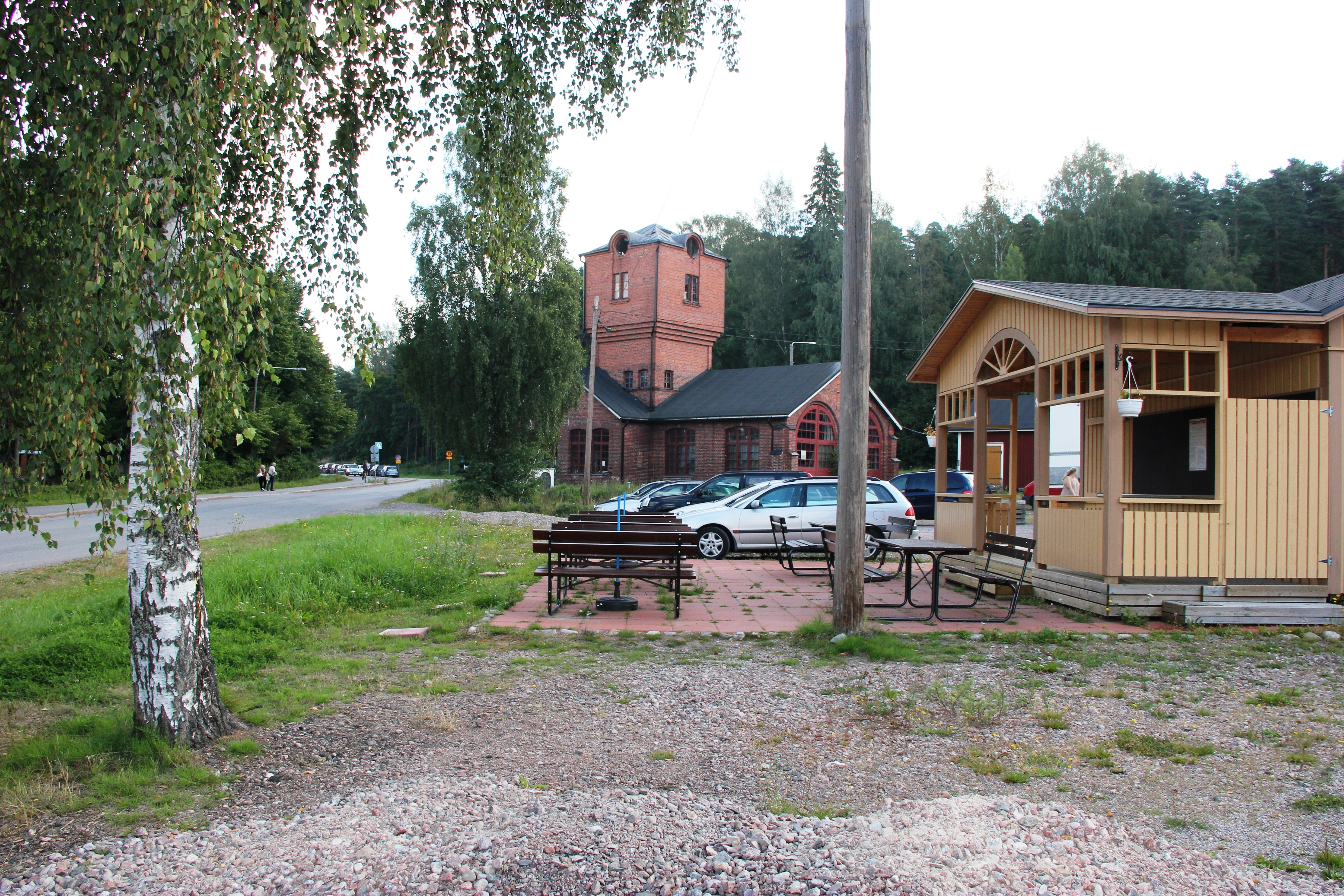
Gamla lokstallet i Borgå